# 楠原佑介
楠原 佑介（くすはら ゆうすけ、1941年6月24日 - ）は、日本の地名研究家、フリーライター。「地名情報資料室・地名110番」主宰。

## 人物
- 岡山県児島郡小串村（現：岡山市南区）生まれ。埼玉県上尾市在住。
- 京都大学文学部史学科（地理学）卒業。
- 出版社編集部退職後、フリーライターに転じた。
- 住居表示・市町村合併などによる地名の変更に警鐘を鳴らす活動をしている。
- 地名だけでなく、駅名、国際的な紛争の渦中にある竹島、尖閣諸島、日本海など広義の地名にも新聞や雑誌、テレビ等で意見を述べ、また各種地名辞典や地名資料の編集にも関わっている。

## 地名に対する考え方
楠原は『こんな市名はもういらない!　歴史的・伝統的地名保存マニュアル』にて歴史的伝統的地名の保存・復活を絶対的に重視し、新たに創作された地名（ひらがな・カタカナ地名、広域地名、方角地名、瑞祥地名、合成地名など）を「歴史的伝統的地名の破壊」であるとして強く批判している。その中で、合併市町村での旧国名を市町村が名乗るなどの広域地名使用については「小なるものが大なるものの名称を名乗る」という意味で「僭称」という言葉を用いて批判している。
楠原は歴史的伝統的地名を支持する根拠のひとつに地方自治法第3条（地方公共団体の名称は、従来の名称による。）を挙げ、合併などでできた新市町村名に、従来の地名ではなく新たに創作された地名を選定するのはこれに違反すると考えている。
楠原が新市町村名としてふさわしいと考える地名は、基本的には、古代・中世の郷の名称、中世の荘・保の名称などの歴史的な地名であり、すでに滅びて古文書の中にしか残っていないような地名であっても、復活して新市町村名に用いるべきであると考えている。
最近は竹島、尖閣諸島などの国際的な紛争に関わる地域の問題解決には、地名学の知識や地名の歴史的研究が不可欠であるとの論文を発表して、これまでの日本政府や学者の姿勢を無責任であるとして批判する。また埼玉県、新潟県などでの市町村名の変更にも、意見を出している。

## 著書
- 『「地名学」が解いた邪馬台国』（徳間書店、2002年）
- 『こんな市名はもういらない!　歴史的・伝統的地名保存マニュアル』（東京堂出版、2003年）
- 『この駅名に問題あり』（草思社、2005年）
- 『こだわり地名クイズ』（徳間文庫、2006年）
- 『こうして新地名は誕生した！』（ベスト新書、2008年)
- 『この地名が危ない 大地震・大津波があなたの町を襲う』2011　幻冬舎新書
- 『江戸・東京　間違いだらけの地名の由来』（〔祥伝社新書〕、2014年）
- 『日本の地名　由来のウソと真相』（河出書房新社、2015年）
- 『地名でわかる水害大国日本』（〔祥伝社新書〕、2016年）
- 『日本百名山　山の名はこうしてつけた』（〔祥伝社新書〕、2017年）

## 共編著
- 『地名伝説の謎』（本間信治共著、新人物往来社、1976年）
- 『難読地名辞典』山口恵一郎共編　東京堂出版　1978
- 『古代地名語源辞典』（櫻井澄夫、柴田利雄、溝手理太郎共著、東京堂出版、1981年）
- 『地名関係文献解題事典』（鏡味明克、櫻井澄夫共編、同朋舎　1981）
- 『地名用語語源辞典』（溝手理太郎共編、東京堂出版、1983年）
- 『難読・異読地名辞典』（東京堂出版、1999年）
- 『市町村名変遷辞典』地名情報資料室編 責任編集（東京堂出版、1999年）
- 『現代地名考』　谷川健一編　（NHKブックス　1979年）